# Francis Billy Hilly
Sir Francis Billy Hilly KCMG (* 20. Juli 1948 in Emu Harbour, Ranongga; † 10. März 2025 in Honiara) war vom 18. Juni 1993 bis zum 7. November 1994 Premierminister der Salomonen.
Nach den Wahlen im Jahre 1993 wurde er zum Premierminister der Salomonen ernannt, aber im Oktober 1994 durch ein Misstrauensvotum im Parlament gestürzt. Er trat zurück, nachdem ihm Korruption vorgeworfen wurde.